# Philibert Mollard
Pour les articles homonymes, voir Mollard.
Philibert Mollard, né le 13 mai 1801 à Albens et mort le 23 juin 1873 à Chambéry d'une congestion pulmonaire, est un général de division de l'infanterie, aide de camp honoraire de l'empereur Napoléon III. Vainqueur de la bataille de San Martino le 24 juin 1859. Un monument a été érigé dans sa commune de naissance.

## Famille
Félix-Philibert Mollard est né le 13 mai 1801 à Albens, commune de l'ancien duché de Savoie, annexé à la France en 1792. Il est le fils de Jean-François Mollard et de Marie-Anne Michaud, sœur du futur baron Pierre Michaud. Ces derniers auront huit enfants. Les deux aînés sont morts durant les campagnes napoléoniennes. Les deux plus jeunes, Jean-François et Philibert font carrière dans l'armée. Hubert Heyriès fait donc erreur en présentant le baron Michaud comme le beau-père du général Philibert Mollard.
Son frère, le général Jean-François Mollard (it), né le 17 août 1795 à Albens et mort le 21 novembre 1864 à Turin, fait le choix à la suite de l'Annexion de 1860 de rester en Italie,. Surnommé « Clair-de-Lune », il devient général de la brigade de Savoie en 1849 et prend sa retraite en 1852.

## Carrière militaire
Philibert Mollard, engagé volontaire dans l'infanterie sarde, est promu commandant de la 5e brigade du corps expéditionnaire en Orient le 1er août 1855, puis commandant de la brigade de Cunes en 1856, et fera carrière dans l'armée piémontaise en tant que commandant de la brigade du Piémont en 1857, puis lieutenant général à partir 24 juin 1859. Il obtient ce grade à la suite de la victoire à la bataille de San Martino, le 24 juin.
Il choisira l'armée française après le rattachement de la Savoie à la France en 1860 et entrera au service de la France le 4 août 1860 où il est nommé général de division avec effet rétroactif au 24 juin 1859.
Sénateur du 5 mars 1866 au 4 septembre 1870, il sera aide de camp honoraire de l'Empereur du 14 mai 1866 au 31 juillet 1870, puis aide de camp de l'Empereur du 13 juillet 1870 au 4 septembre 1870. Il fut aussi membre du conseil général de la Savoie.

## Décorations

### Décorations sardes
- Chevalier de l'ordre des Saints-Maurice-et-Lazare
- Officier de l'ordre des Saints-Maurice-et-Lazare

- Commandeur de l'ordre des Saints-Maurice-et-Lazare
- Modèle:Déco Grand Officier de l'ordre des Saints-Maurice-et-Lazare
- Médaillé de la valeur militaire.

### Décorations françaises
- Commandeur de la Légion d'honneur le 4 juin 1856,
- Grand officier de la Légion d'honneur le 12 janvier 1860.
- Commandeur puis Grand Officier de l'Ordre militaire.

### Autres
- Médaille commémorative de la campagne d'Italie 1859.
- Médaille Commémorative de Crimée.